# ويليام فون راب
ويليام فون راب (بالإنجليزية: William von Raab)‏ هو محامي أمريكي، ولد في 26 يناير 1942، وتوفي في 20 فبراير 2019.